# Disco bambina/Blackout
Disco bambina è un brano musicale scritto da Giorgio Calabrese, Alberto Testa, Tony De Vita e Silvio Testi, interpretato da Heather Parisi nel 1979.

## Il brano
La canzone era la sigla televisiva di Fantastico, varietà del sabato sera della Rete 1 che vedeva alla conduzione Loretta Goggi, Beppe Grillo e la stessa Parisi.
Il brano venne pubblicato su 45 giri in abbinamento a Blackout nello stesso anno, ottenendo un clamoroso successo di vendite che, superando il milione di copie, fecero ottenere al singolo un disco d'oro, raggiungendo la prima posizione nella classifica dei singoli più venduti in Italia il 20 gennaio 1980.
Il brano verrà successivamente inserito nelle raccolte Il fantastico mondo di Heather Parisi del 1983 e Le sigle originali di Fantastico del 1985.

## Versioni estere
Del disco esistono diverse stampe distribuite all'estero, oltre alle quattro della versione italiana:
due per il mercato spagnolo e colombiano, in cui venne distribuita la versione cantata in spagnolo, sia su 7" pollici che su 12" mix, e due versioni per il mercato tedesco, che mantennero il testo in italiano.

## Tracce
Lato A
1. Disco bambina – 3:50 (Alberto Testa, Tony De Vita, Giorgio Calabrese, Silvio Testi)

Durata totale: 3:50
Lato B
1. Blackout – 4:21 (Franco Miseria, Leonie Gane, Renato Serio, Silvio Testi)

Durata totale: 4:21